# Elboers
De Elboers (ook wel Alborz of het Elburz) is een hooggebergte in het noorden van Iran. Het bevindt zich tussen de Kaspische Zee en het Hoogland van Iran. De hoogste berg is de Damavand. Ten noorden van de Elboers bevindt zich de historische landstreek Hyrcanië.
De Elboers vormt het noordelijke eind van het Hoogland van Iran.
Het gebergte speelt een belangrijke rol als locatie voor de Perzische mythologie.
In de winter wordt er veel geskied.